# In opdracht van Bin Laden

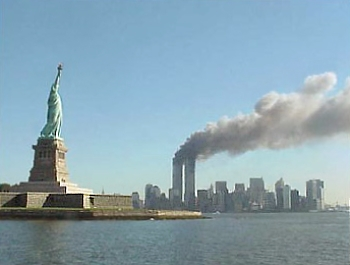
Het Vrijheidsbeeld en de brandende Twin Towers op de achtergrond.

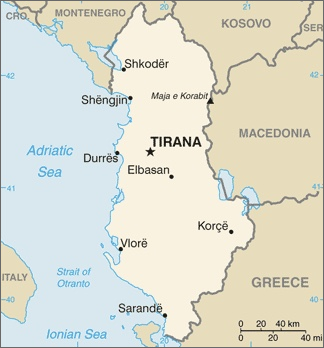
Albanië met de hoofdstad Tirana.

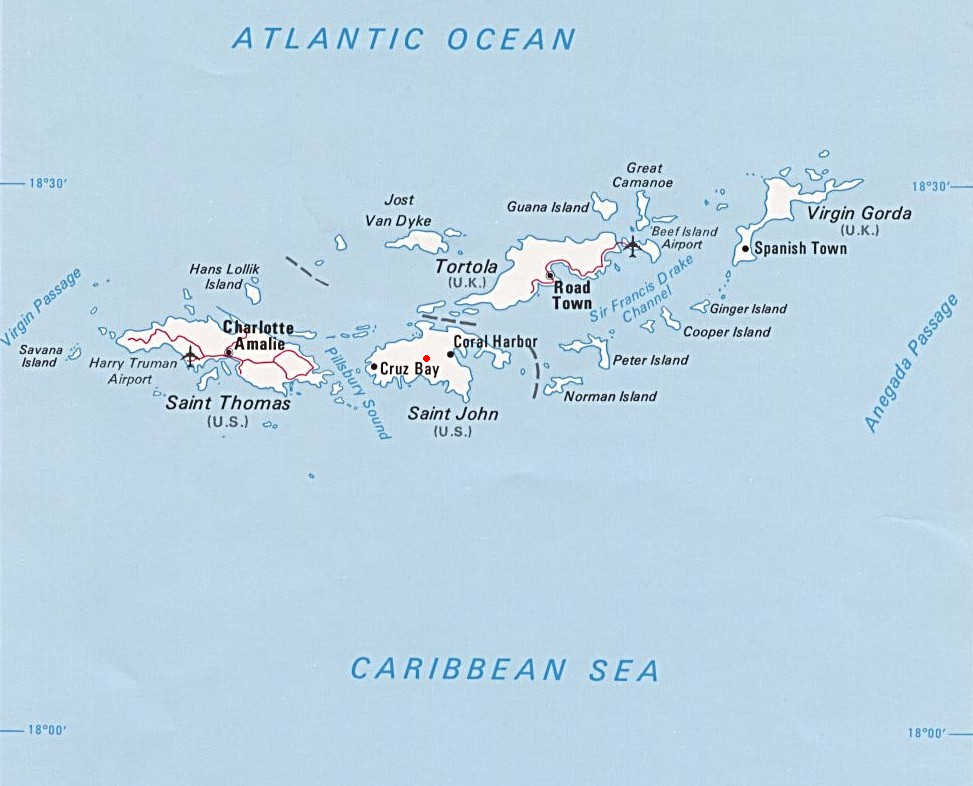
De Maagdeneilanden met aan de linkerzijde het Amerikaanse deel en de rechterzijde het Britse deel.

In opdracht van Bin Laden is een spionageroman van auteur Gérard de Villiers en het 146e deel uit de S.A.S.-reeks met als protagonist de Oostenrijkse prins en freelance CIA-agent Malko Linge.

## Het verhaal
Op dinsdag 11 september vinden vier terroristische aanslagen plaats door middel van kaping van passagiersvliegtuigen. Twee van deze vliegtuigen boren zich in de Tweelingtorens van het World Trade Center op de zuidelijke punt van Manhattan.
Frank Capistrano, speciaal adviseur voor Nationale Veiligheid van de president van de Verenigde Staten in het Witte Huis, vermoedt op basis van onderschepte telefoongesprekken dat de coördinator van de aanslagen zich op het tijdstip van de aanslagen in New York bevond. Bovendien vermoedt hij dat een grote geheime dienst betrokken is bij de aanslagen vanwege de omvang en complexiteit van de operatie en het hierdoor niet waarschijnlijk is dat Al Qaida achter de aanslagen zit.

Nader onderzoek wijst uit dat de centrale coördinator zich op dat moment bevond in het J. Owen Grundy Park in New Jersey aan de overzijde van de Hudson met vrij uitzicht op de Twin Towers en het zuidelijk deel van Manhattan. Een opgestelde compositietekening wijst naar John Turner, een voormalig CIA-agent en ooit gestationeerd in Pakistan en Afghanistan, die na het verlaten van de dienst een eigen adviesbureau heeft opgezet.
Malko krijgt de opdracht uit te zoeken welke personen en groeperingen, naast John Turner, er mogelijk nog meer betrokken zijn bij de aanslagen. Eventuele betrokkenen zullen niet worden gearresteerd of berecht maar worden geliquideerd en waartoe de president van de Verenigde Staten een geheime presidential finding heeft ondertekend.
Malko schaduwt Turner en deze blijkt een doodnormaal en regelmatig leven te leiden in Falls Church, Virginia zonder vreemde uitspattingen. Dan vertrekt Turner naar New York, waar zijn adviesbureau is gevestigd, en komt Malko op het spoor van Turners maîtresse Pamela Chamberlain, een advocate en eigenaresse van een peperduur appartement in de Trump Tower. Malko besluit het met haar aan te leggen om meer over Turner te weten te komen maar voordat zij zinvolle informatie heeft kunnen verstrekken wordt zij voor de ogen van Malko vermoord. Malko achtervolgt de moordenares en deze wordt tragisch gegrepen door een langsrijdende bus. Een routinematige controle van de financiële handel en wandel van de moordenares brengt aan het licht dat zij iedere maand geld overboekt naar Albanië aan “zuster Monique”. Dit doet alle alarmbellen bij de CIA afgaan en waarvoor Malko voor nader onderzoek naar Albanië, een islamitisch broeinest in de Balkan, afreist. Via het Franse consulaat achterhaalt hij het adres van zuster Monique en deze deelt mee dat het overgeboekte geld bestemd is voor een gevangene met de Franse nationaliteit die zich heeft aangesloten bij het Kosovo Bevrijdingsleger nadat hij in Afghanistan had gevochten. Via hem komt Malko te weten dat er in Afghanistan tot de islam bekeerde Amerikanen actief waren voor de Taliban en er hiervan velen zijn teruggekeerd naar de Verenigde Staten en een potentieel toekomstig veiligheidsrisico voor de Verenigde Staten vormen.
In Amerika zit John Turner ondertussen ook niet stil. Hij bezoekt John Reed, een met hart en ziel aan de islam toegewijde terrorist, en overhandigt hem een envelop met geld waarmee Reed basketbalschoenen, explosieven en een vliegticket koopt. De explosieven worden aangebracht in de schoenzolen.
Malko wordt gegijzeld door Michel Abu Rifah nadat deze door toedoen van Malko de Albanese gevangenis tijdelijk heeft mogen verlaten om zich met een vrouw te plezieren. Deze prostituee weet uiteindelijk Malko te bevrijden uit de handen van Abu Rifah. Abu Rifah vertelt Malko dat deze Philip Westland moet zien op te sporen en waarschijnlijk is betrokken bij de aanslagen aangezien hij ook betrokken was bij de aanslag in 2000 op de torpedobootjager USS Cole in Jemen.
Malko boekt een terugvlucht naar de Verenigde Staten en wordt daarbij gevolgd door een onbekend persoon. In het vliegtuig herkent Malko de man en deze verbergt zich in de toiletten. Plotseling ruikt Malko een brandlucht en vermoedt hij dat dat er een bomaanslag zal worden gepleegd. Het cabinepersoneel weet de toiletdeur te forceren en de man te overmeesteren terwijl hij druk doende is een bom, verborgen in zijn schoenen, te ontsteken.
Terug in de Verenigde Staten pleegt Malko overleg met Frank Capistrano en samen komen ze tot de conclusie dat John Turner de centrale man is die ze zoeken en dat er een tweede grote aanslag op Amerikaans grondgebied wordt voorbereid anders had Turner al lang het land verlaten. Malko vertrekt naar Rockville om Philip Westland te schaduwen en deze leidt hem naar een moskee.
Malko roept de hulp in van zijn oude vrienden en CIA-agenten Milton Brabeck en Chris Jones en zetten het onderzoek voort in New York en blijkt Gulbuddin al-Rashid, eigenaar van een geldwisselkantoor twee weken daarvoor te zijn vermoord. Een bediende herkent Turner als een klant die geld kwam wisselen.
Malko vertrekt samen met Chris en Milton naar de Amerikaanse Maagdeneilanden nadat deze hebben ontdekt dat zowel Turner, Westland als Black Knight een vlucht daarheen hebben geboekt. In de haven van Charlotte Amalie, de hoofdstad van het eiland Saint-Thomas, schiet Malko na het zien van de talrijke reusachtige cruiseschepen de reden te binnen waarom zowel Turner als Westland naar de Maagdeneilanden zijn vertrokken: aanslagen op een of meerdere cruiseschepen vol met Amerikanen.
Turner en consorten willen twee cruiseschepen kapen en deze op volle zee laten zinken door explosieven aan te brengen in de ruimen van de schepen. Kan Malko deze aanslagen voorkomen?

## Personages
- Malko Linge, Oostenrijkse prins en CIA-agent;
- Frank Capistrano, de speciaal adviseur voor Nationale Veiligheid van de president van de Verenigde Staten;
- Alexandra Vogel, de eeuwige verloofde van Malko;
- Chris Jones, CIA-agent;
- Milton Brabeck, CIA-agent;
- John Turner, een voormalig CIA-agent en field officer in Pakistan en Afghanistan;
- Pamela Chamberlain, een succesvol advocate en maîtresse van John Turner;
- Laura Putnam, assistente van Frank Capistrano;
- April Fawup/Oum Hafsa, Amerikaans staatsburger en coördinator van de Verenigde Naties in Pakistan en Afghanistan. Bekeerd tot de islam en nam hierbij de naam van Oum Hafsa aan. Moordenares van Pamela Chamberlain;
- Gulbuddin al-Rashid, eigenaar van een hawalageldwisselkantoor in Brooklyn;
- Graham Oakley, districtshoofd van de CIA in Tirana, Albanië;
- Majorie Felder, plaatsvervangend districtshoofd van de CIA in Tirana;
- Zuster Monique, Française en begeleidster van gevangenen zonder familie in Albanië;
- Jacques Robert, de Frans consul-generaal in Tirana;
- Fatos Klosi, het hoofd van de Albanese veiligheidsdienst SHISH;
- Michel Abu Rifah, een tot de islam bekeerde Fransman die gevangenzit in de Albanese cel vanwege banden met de UCK;
- John Reed, alias de “bomschoenman”, een Brits terrorist en Al Qaida-lid;
- Sofia, een Italiaanse prostituee werkzaam in Tirana;
- Philip Westland, een tot de islam bekeerde Amerikaans staatsburger en opgeleid in een terroristenkamp in Afghanistan;
- Abu Jihad, alias Black Knight, een oud lid van de Zwarte Panterbeweging;

## Waargebeurde feiten
Op 11 september 2001 boorden twee vliegtuigen zich in de Twin Towers van het World Trade Center, gelegen op de zuidelijke punt van het eiland Manhattan in New York. Daarnaast stortte een vliegtuig neer op het Pentagon in de nabijheid van Washington D.C. en een vliegtuig stortte neer in de buurt van Shanksville (Pennsylvania).
In het verhaal van Gérard de Villiers is John Reed gemodelleerd naar Richard Reid, die veroordeeld is voor terroristische activiteiten omdat hij in 2001 heeft geprobeerd vlucht 63 van American Airlines te laten exploderen met in zijn schoenen verborgen springstoffen. In het verhaal van Villiers probeert John Reed een vlucht van American Airlines tussen Tirana en Wenen te laten exploderen, de echte vlucht 63 is een lijnvlucht tussen Parijs en Miami.

## Stripverhaal
Dit deel is ook verschenen als stripverhaal bij uitgeverij Glénat onder de titel Het zwaard van Bin Laden (ISBN 978-9-06969-477-1).